# Kantō Railway
La Kantō Railway Co.,Ltd. (関東鉄道株式会社, Kantō Tetsudō Kabushiki-gaisha), également appelée Kantetsu (関鉄), est une compagnie de transport de passagers qui exploite deux lignes de chemin de fer dans la préfecture d'Ibaraki au Japon, ainsi qu'un réseau de bus. Son siège social se trouve dans la ville de Tsuchiura.
La Kantō Railway est une filiale de la compagnie Keisei.

## Histoire
La compagnie a été fondée le 3 septembre 1922.

## Ligne
La compagnie possède deux lignes.
| Ligne           | Nom japonais | Terminus           | Longueur (km) | Gares |
| --------------- | ------------ | ------------------ | ------------- | ----- |
| Ligne Jōsō      | 常総線       | Toride - Shimodate | 51,1          | 25    |
| Ligne Ryūgasaki | 竜ヶ崎線     | Sanuki - Ryūgasaki | 4,5           | 3     |

## Matériel roulant
Au 31 mars 2019, la compagnie possède 55 autorails et une locomotive.

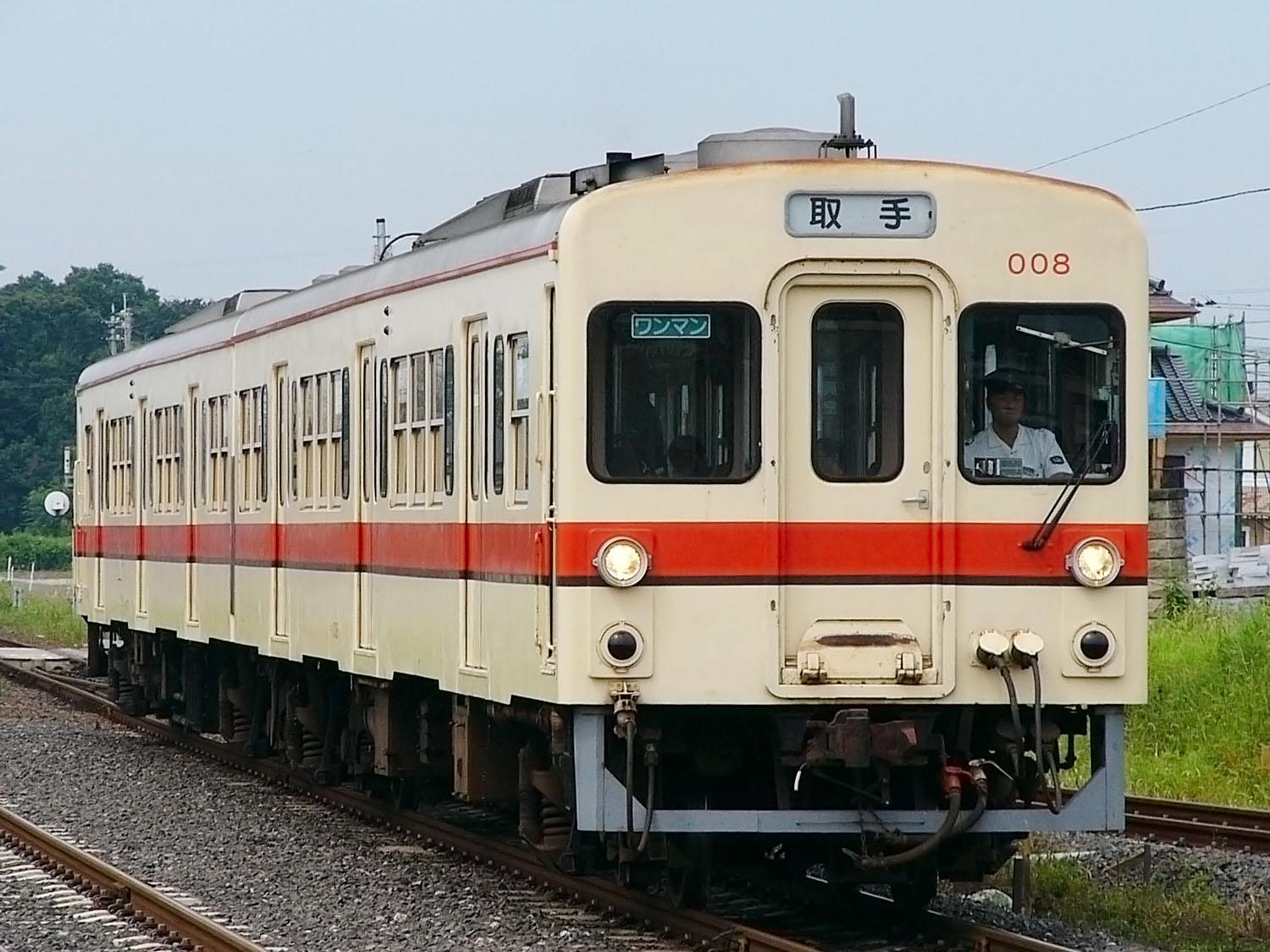
Série KiHa 0
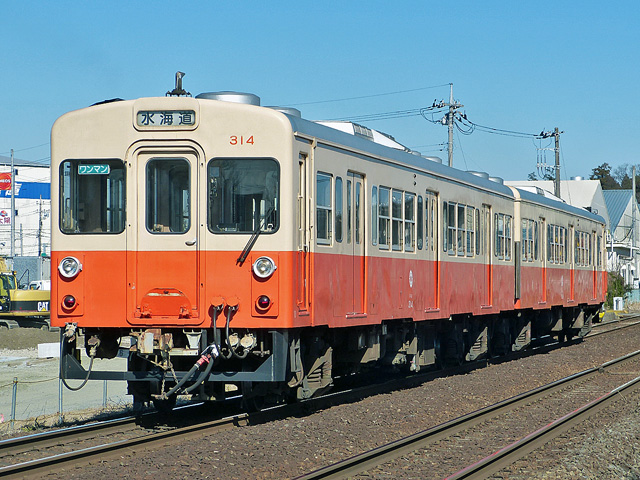
Série KiHa 310
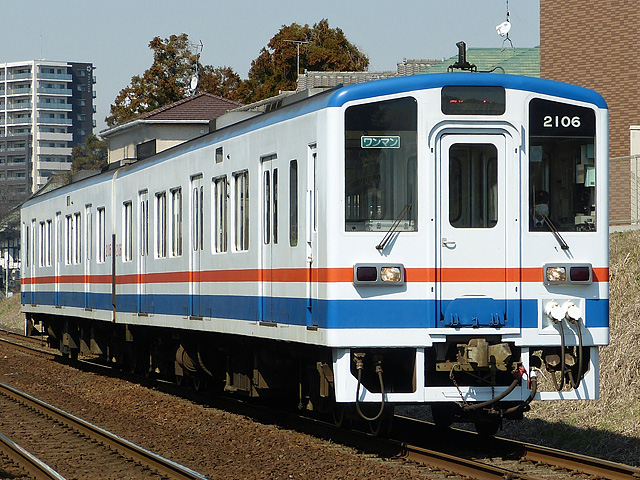
Série KiHa 2100
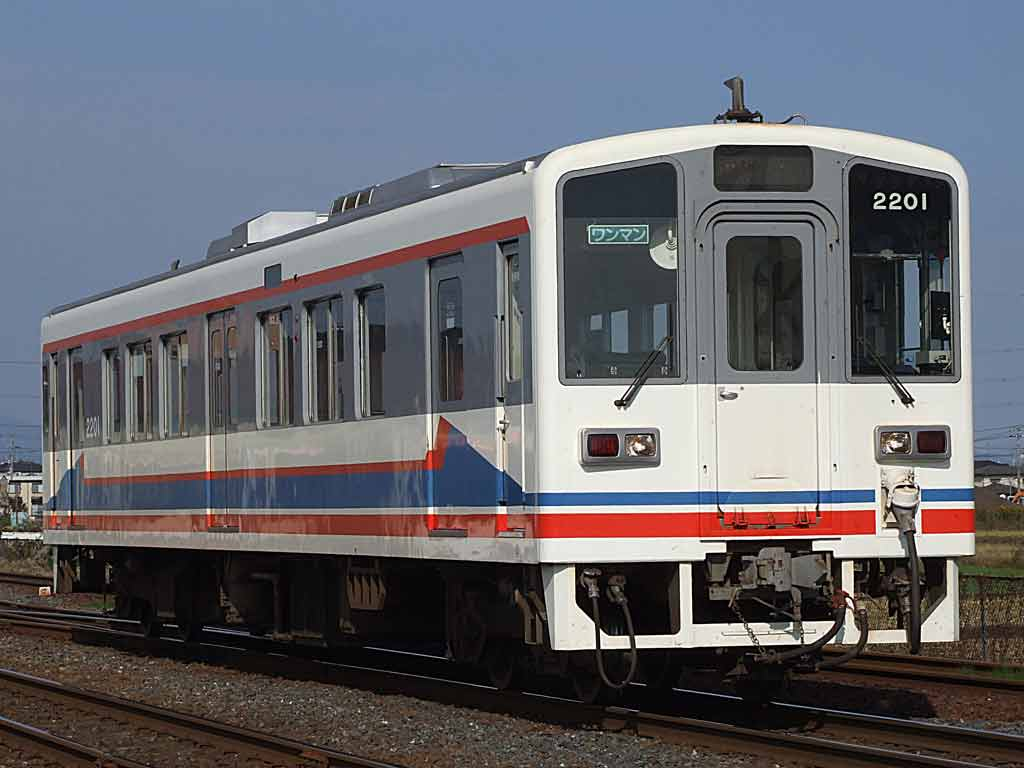
Série KiHa 2200
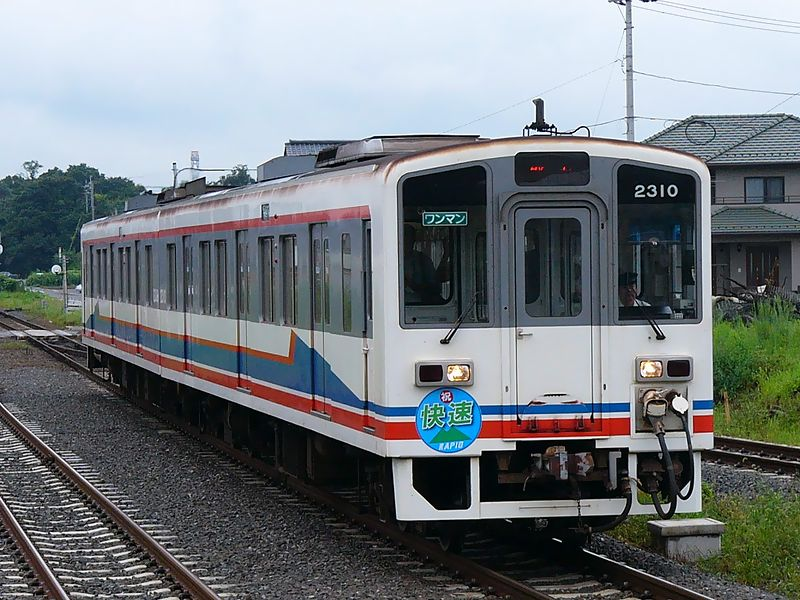
Série KiHa 2300
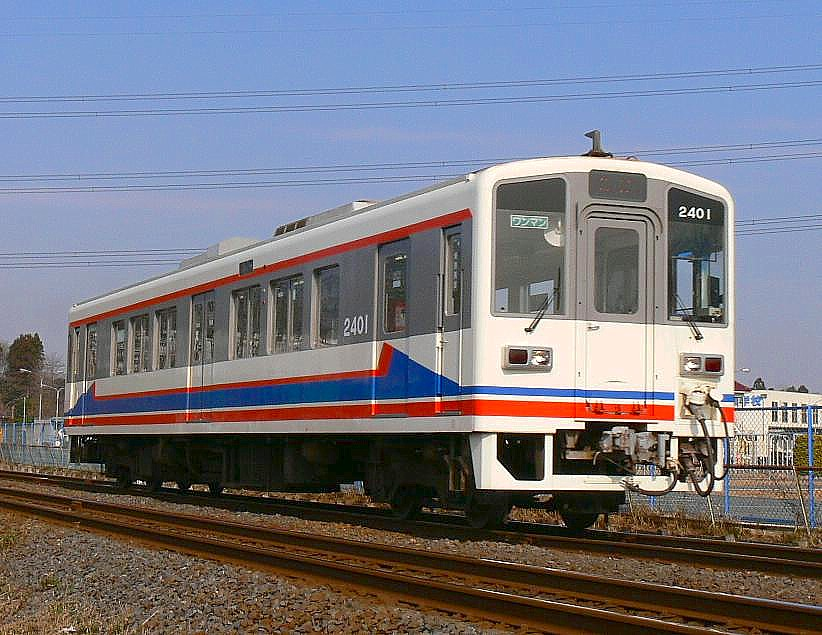
Série KiHa 2400
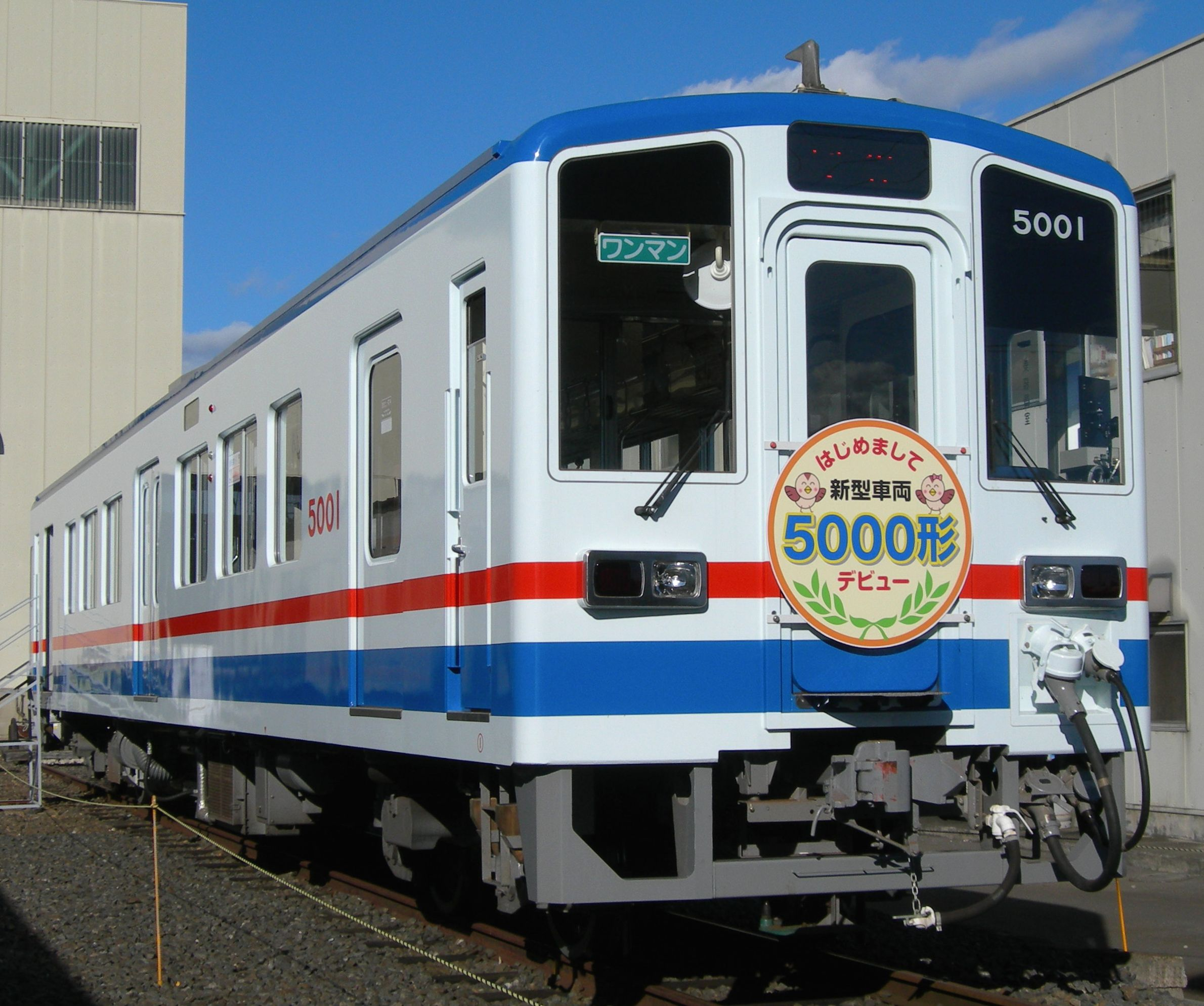
Série KiHa 5000
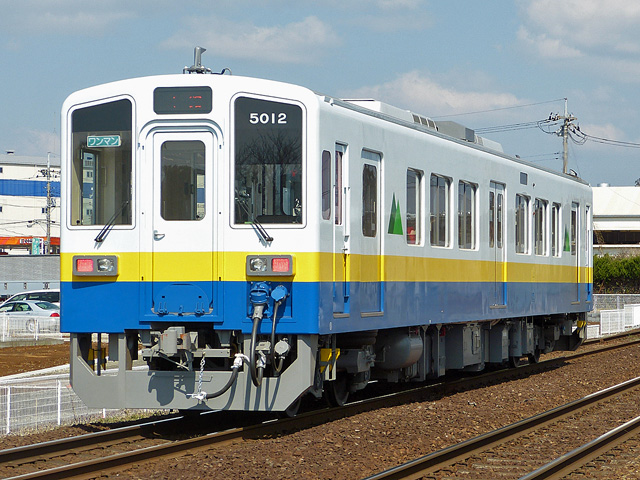
Série KiHa 5010
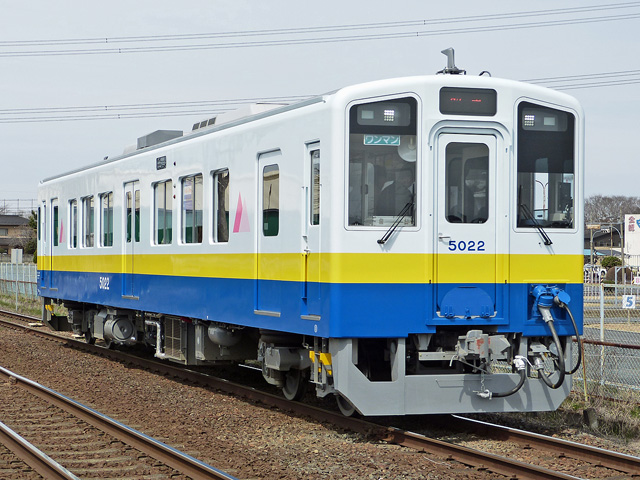
Série KiHa 5020
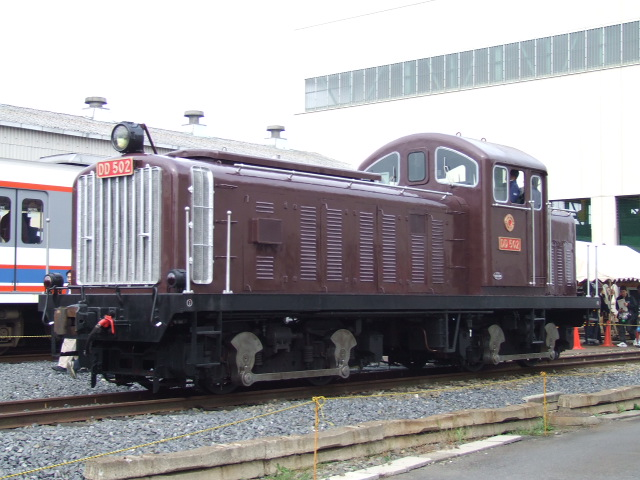
Locomotive DD502